# Parafia św. Katarzyny w Ryglicach
Parafia pw. Świętej Katarzyny Panny i Męczennicy w Ryglicach – parafia rzymskokatolicka znajdująca się w diecezji tarnowskiej w dekanacie Tuchów. Erygowana w XIV wieku. Mieści się przy ulicy księdza Jakuba Wyrwy. Prowadzą ją księża diecezjalni.
Obecny kościół wybudowany został w 1940 staraniem ówczesnego proboszcza ks. Jakuba Wyrwy. Wcześniejsza, drewniana świątynia z 2. poł. XVII w., została w 1947 przeniesiona do Kowalowej.
W 1957 przez kilka miesięcy wikariuszem w parafii był późniejszy biskup pomocniczy diecezji tarnowskiej – Władysław Bobowski. Od 10 sierpnia 2025 proboszczem parafii jest ks. Stanisław Tokarski. 